# Com&Com
Com&Com ist ein Schweizer Künstlerduo, bestehend aus Marcus Gossolt und Johannes M. Hedinger. Sie arbeiten als bildende Künstler (Konzeptkunst, Medienkunst, Strategiekunst, Installation), Filmer, Fotografen, Kuratoren, Dozenten, Kunstwissenschaftler und in der Kreativwirtschaft.

## Leben
Com&Com wurde 1997 von Marcus Gossolt (* 1969) und Johannes M. Hedinger (* 1971) gegründet. Sie leben in Zürich und St. Gallen und arbeiten in situ. International bekannt wurde das multidisziplinär arbeitende Künstlerduo mit dem 2001 von Harald Szeemann an die Biennale di Venezia eingeladenen Filmprojekt «C-Files: Tell Saga» mit HR Giger, 2002 dem Top-Ten-Hit „Side by Side“ zusammen mit Dieter Meier (Yello) sowie dem 2004 in einer Volksabstimmung mündenden Denkmal-Projekt Mocmoc. Seit 2011 reist Com&Com mit einem Baumstamm, der auf dem Appenzellischen Bloch-Brauch basiert, um die Welt. Bloch macht derzeit Halt an der Shanghai Biennale. Com&Com bestritt Einzelausstellungen im Kunsthaus Zürich (2000) und den Kunst-Werke Berlin (2003), nahm an Gruppenausstellungen im ZKM Karlsruhe, Kunstmuseum Bern, Migros Museum Zürich sowie an 8 Biennalen (u. a. Venedig, Shanghai, Singapur, Sharjah, Moskau) teil. 2010 richtete das CentrePasquArt in Biel ihre erste Retrospektive aus.
Bis heute hat Com&Com an über 130 Ausstellungen in 19 Ländern teilgenommen, 23 Kurzfilme gedreht, 8 CDs und 7 Bücher veröffentlicht und ein Musical inszeniert. Auch Performance, die Kuration von Ausstellungen, regelmäßige Dozententätigkeit, kreativwirtschaftliche Dienstleistungen und kunstwissenschaftliche Forschung gehören in das Repertoire der Künstler.
- Marcus Gossolt (* 1969 in St. Gallen) studium der Architektur und Kunst an der HGK Basel und Kunst- und Medienwissenschaften an der KHM Köln (u. a. bei Hans Ulrich Reck und Alfred Biolek). 2005 Gründung und Eigentümer der Projektagentur Alltag für visuelle und strategische Kommunikation. Lebt und arbeitet in St. Gallen und Zürich, verheiratet, zwei Kinder.
- Johannes M. Hedinger (* 1971 in St. Gallen) Studium I: Bildende Kunst an der Zürcher Hochschule der Künste ZHdK  und an der UCLA Los Angeles (u. a. bei Paul McCarthy und John Baldessari), Studium II: Kunstgeschichte, Cultural Studies, Filmwissenschaft und Germanistik an der Universität Zürich und an der Humboldt-Universität Berlin. Postgrad. Studies in Strategischem Marketing an der Universität der Künste Berlin. Doktorstudien an der Universität Zürich und Universität Lausanne. Seit 2006 Dozent an der Zürcher Hochschule der Künste, seit 2010 an der Universität Köln, derzeit Vertretungsprofessur für disziplinüberschreitende künstlerisch-mediale Praxis und Theorie, Studiengang Intermedia[2] an der Universität zu Köln. Als Autor tätig für das Magazin Schweizer Monat. Lebt und arbeitet in Zürich, Köln und New York.

## Werk
Stand zu Beginn das Label Com&Com noch für Commercial Communication, hat sich die Ausrichtung des Künstlerduos in den letzten Jahren gewandelt und weiterentwickelt. Grob lässt sich das Werk von Com&Com in vier Phasen einteilen:
- Phase I: Im Frühwerk (1997–2002) wurden Themen wie Heimat und Mythos, Werbung, Pop und das Starsystem multimedial parodiert und ironisch dekonstruiert. Als Techniken dienten Zitat, Appropriation, Sampling und Ready-made; die Mittel neben anderen sind Persiflage, Fake oder Manipulation (Bsp. «C-Files: Tell Saga» [2000][3], «Side By Side» [2002][4], «Tell Star» [2002].[5])
- Phase II: In der folgenden Schaffensperiode (2003–2007) entwickelte Com&Com komplexe Kommunikationsprojekte, die mittels gezielter Partizipations-, Provokations- und Aufmerksamkeits-Strategien über den Kunstkontextes hinaus die gesamte Gesellschaft als Dialogpartner einband und Themen wie den erweiterten Kunstbegriff, Legendenbildung und Identitätskonstruktion durch Kunst zum Inhalt hatten (Bsp.: «Mocmoc» [2003–2008][6], «Gugusdada» [2004–2007][7]). In diese Zeit fällt auch der Beginn der Lehr- und Vortragstätigkeit von Com&Com.
- Phase III: In einer Übergangsphase (2005–2008) entdeckt Com&Com nach der Medien-, Konzept- und Kollaborationskunst zunehmend das singuläre und originäre Kunstwerk. Inhaltlich kreisen diese Arbeiten um Themen wie  Liebe, Schönheit, Sehnsucht, das Leben und die Sinnsuche. (Bsp.: «The Big One» [2005–2007][8], «Google Earth Art» [2008][9]).
- Phase IV: 2009 hat Com&Com ganz mit der Ironie und Provokation gebrochen. Am Anfang steht programmatisch das postironische Manifest (Postironie). Darin ruft Com&Com zur Wiederentdeckung der Schönheit im Alltag und Einfachen, zur Huldigung des Authentischen und zur Feier der Kreativität und Einzigartigkeit jedes einzelnen auf. Zentrale Aspekte postironischer Werke und Aktionen sind Neugier, Nachhaltigkeit, Social Responsibility und Sinnstiftung. Diese Neuausrichtung spiegelt sich sowohl in singulären Werken wie «Baum» [2010] und «Ender» [2010], Diskussions- und Bildungsprojekten wie «Postirony» [2009–11][10], einer Reihe von neuen Performances u. a. mit Bazon Brock (z. B.«Com&Merz» [2010], «Niveau» [2010]) oder Kollaborations- und Partizipationsprojekten wie aktuell «Bloch» [2011–15][11], ein multidisziplinäres globales Austauschprojekt, das zeitgenössische Kunst mit Volkskultur verbindet.

## Auszeichnungen
- 2010: Förderpreis der Stadt St. Gallen
- 2010: Binding Sélection d’Artistes
- 2006: Filmpreis agent-provocateur, Zürich
- 2004: sitemapping.ch, Swiss Media Award, Bundesamt für Kultur, Bern
- 2002: Kunststipendium des Kanton Zürich
- 2001: Anerkennungsbeitrag für Biennaleteilnahme, Bundesamt für Kultur, Bern
- 1998: Kiefer-Hablitzel-Stipendium, Basel

## Werkübersicht

### Bücher
- 1998: Johannes M. Hedinger, Marcus Gossolt (Hrsg.): Die Odyssee. Künstlerbuch. Zürich 1998.
- 1999: Johannes M. Hedinger, Marcus Gossolt (Hrsg.): The Book of Com&Com. Katalog. Mit Texten von Daniel Baumann, Daniel Binswanger, Konrad Bitterli, Com&Com, Thomas Feuerstein, Andreas Göldi, Gerhard Mack, Roger Walch u. a. Zürich 1999/2000 (2. Auflage).
- 2001: C-Files: Tell Saga – Das Buch zum Film. Künstlerbuch. Mit einem Text von Johannes M. Hedinger, Zürich 2001 (2. Auflage).
- 2002: Johannes M. Hedinger, Marcus Gossolt (Hrsg.): We Love You. Katalog/Künstlerpublikation. 2 Bände (1. Band Glitterexpedition, 2. Band Selected Works and Essays). Mit Texten von Tobia Bezzola, Paolo Bianchi, Barbara Liebster, Daniel Binswanger, Christoph Blase, Elisabeth Bronfen, Com&Com, Anselm Franke, Boris Groys, Vinzenz Hediger, Tom Kummer, Hans-Ulrich Obrist, Karl-Josef Pazzini, Hans Ulrich Reck, David Signer, Ute Tischler. Sulgen/Zürich 2002.
- 2004: Johannes M. Hedinger, Marcus Gossolt (Hrsg.): Kunst, öffentlicher Raum, Identität. Mocmoc, das ungeliebte Denkmal. Katalog/Projektdokumentation. Mit Texten von Gion Mathias Cavelty, Bruno Glaus, Andreas Göldi, Walter Grasskamp, Peter Gross, Boris Groys, Klaus Heid, Caspar Hirschi, Karolina Jeftic, Martina Koch, Markus Landert, Gerd Löhrer, Philipp Meier, Sibylle Omlin, Karl-Josef Pazzini, Toni Schönenberger, Wolfgang Ullrich, Wolfgang Welsch, Nicole Wydler. Sulgen/Zürich 2004.
- 2010: Johannes M. Hedinger, Marcus Gossolt (Hrsg.): Lexikon zur Zeitgenössischen Kunst. La réalité dépasse la fiction. Oeuvre-Katalog. Mit Essays von Tobia Bezzola, Daniel Binswanger, Konrad Bitterli, Christoph Blase, Elisabeth Bronfen, Kathleen Bühler, Dolores Denaro, Thomas Feuerstein, Anselm Franke, Bruno Glaus, Marcy Goldberg, Andreas Göldi, Peter Gross, Vinzenz Hediger, Caspar Hirschi, Kornelia Imesch, Tom Kummer, Markus Landert, Franz Liebl, Philipp Meier, Torsten Meyer, Karl-Josef Pazzini, Diana Porr, Suzann-Viola Renninger, David Signer, Wolfgang Ullrich, Roger Walch und 220 Artikeln von 166 Autoren. Sulgen/Zürich 2010.

### Filme
- 2013: BLOCH (Shanghai), Video HD, chinesisch/englisch, E UT, 8’10″
- 2012: BLOCH (Berlin), Video HD, deutsch, E UT, 7’07″
- 2012: BLOCH (Bern), Video HD, schweizerdeutsch, E UT, 4’24″
- 2012: BLOCH (St.Gallen), Video HD, schweizerdeutsch, E UT, 4’10″
- 2011: BLOCH (Urnäsch), Video HD, schweizerdeutsch, E UT, 3’
- 2011: Gugusdada (Russia), (Clip), Video HD, russian, E UT 1’
- 2010: La réalite dépasse la fiction, (Dok), Video HD, deutsch, 60’
- 2010: Baum, (Dok), Video HD, ca. 50’
- 2009–10: Making Ideas #01-07, (Videoporträts), Video DV, schweizerdeutsch, D+E UT, total 35'
- 2008: Google Earth Art, Switzerland (Animation), 5’
- 2007: Gugusdada, (Dokufeature), Video DV, schweizerdeutsch, D+E UT, 13’ (in Kollaboration mit Andreas Göldi, Suzann-Viola Renninger)
- 2006: Mocmoc&Mermer, Episode I: The Secret Key (TV Series), Video DV, englisch, 31’
- 2006: Mocmoc&Mermer, Episode II: The Right Way (TV Series), Video DV, englisch, 34’
- 2006: D’Schwiz (Musicclip/Making of), Video DV, schweizerdeutsch, französisch, italienisch, rätoromanisch, 5‘15‘‘
- 2005: The Big One (Roadmovie) 16 mm/Digi-Beta, englisch, 25’
- 2005: Mocmoc Arab, (Dokufeature), Video DV, arabisch, englisch, D+E UT, 13’
- 2004: Mocmoc, das ungeliebte Denkmal, (Dokufeature), Video DV, schweizerdeutsch, D+E UT, 45’ (in Kollaboration mit Andreas Göldi)
- 2004: United Colors of Germany (6 Werbespots), Video DV, deutsch und englisch, total 15’ (nur Produktion)
- 2002: I love Switzerland (Werbespot), Video Digi Beta, deutsch, E UT, 1’40’’
- 2002: Side By Side (Musikclip, mit Dieter Meier), 35 mm, englisch, 4’40’’
- 2000: C-Files: Tell Saga. Trailer  (fictional Trailer, mit HR Giger), Video Beta SP, deutsch, E UT, 3’
- 2000: C-Files: Tell Saga. Making Of (fictional Making Of), Video Beta SP, deutsch, 15’
- 1999: C-Files: Tell Saga. Episode #3 (2 Kanalarbeit), DV, 9’

## Ausstellungen

### Einzelausstellungen
- 2012: Denkerei Berlin, "Prinzip Bloch", Berlin (D)
- 2012: Architektur Forum Ostschweiz (Städt. Ausstellungen im Lagerhaus), Holzweg, St. Gallen (CH)
- 2012: Kunstmuseum Olten, Lustvoll listig: Mocmoc&Mermer, Olten (CH)
- 2012: Stadtgalerie Bern, "Bloch" (CH)
- 2010: Kunsthaus CentrePasquArt, La réalité dépasse la fiction, Biel Bienne (CH)
- 2010: AUT, Making Identities, Innsbruck (A)
- 2004: Cabaret Voltaire, Mocmoc, Zürich (CH)
- 2003: Kunst-Werke Berlin, We Love You, Berlin (D)
- 2003: Kunstmuseum des Kanton Thurgau, Side By Side, Warth (CH)
- 2001: Shed im Eisenwerk, Odyssee, Frauenfeld (CH)
- 2000: Kunsthaus Zürich, C-Files: Tell Saga, Zürich (CH)
- 1999: Raum für aktuelle Kunst, C-Files: Tell Saga, Luzern (CH)

### Gruppenausstellungen
- 2013: Japan Creative Centre, Earth Cells, Singapore (SG)
- 2013: Center of contemporary art CCA, Swiss Performative Video Art, Tbilisi, Georgia (GEO)
- 2013: Kornhausforum, Selbst im Bild. Schweizer Videokunst 1990-2010, Bern (CH)
- 2012: 9. Shanghai Biennale, Reactivation, Power Station of Art, Shanghai (China)
- 2012: Juming Museum, Keywords 2012: Asynchronous Lifeworld, Taipei, Taiwan (TW)
- 2012: Kunsthaus Grenchen, Dancing toward the essence, Grenchen (CH)
- 2012: Helmhaus, Werk- und Atelierstipendium 2012, Zürich (CH)
- 2012: Messe Basel, Swiss Art Award Basel, Art Basel (CH)
- 2012: Videoperforman.ch - The Pictured Self. Swiss Performativ Video Art 1990-2010, Madrid (E)
- 2012: Cercle Artístic de Sant Lluc, Videoperforman.ch, Centre de practica artistica, Barcelona (E)
- 2012: Helmhaus, Grösser als Zürich. Kunst in Aussersihl, Zürich (CH)*
- 2012: CentrePasquArt, Review – Werke aus der Kunsthaus Sammlung, Biel (CH)
- 2012: Deutschvilla Strobl, Kultur Zürich Aussersihl, Salzburg (A)
- 2012: Dienstgebäude, Catch of the year 2012, Zürich (CH)
- 2011: 4. Moskau Biennale of Contemporary Art, Rewriting Worlds: Dada Moscow, Moskau (RU)
- 2011: ZKM Karlsruhe, The Global Contemporary, Karlsruhe (D)
- 2011: Garage, Center for Contemporary Culture, Dada Festival, Moskau (RU)
- 2011: Cabaret Voltaire, Merzworld, Zürich (CH)
- 2010: Kunsthaus Zürich, Metamorphose.. heute! , Zürich (CH)
- 2010: St. Moritz Design Gallery, St. Moritz Art Master, St. Moritz (CH)
- 2010: Kunsthalle Gwangju, etoy. ART-COLLECTION, Gwangju (KR)
- 2010: Emil Filla Gallery, The Artist in the (art) society, Ústí nad Labem (CZ)
- 2009: Kalmar Museum of Art, The Social Critique 1993–2005, Kalmar (S)
- 2009: Whitesquare Gallery, Beauty Is The New Punk, Las Vegas (USA)
- 2009: Tina B. the prague contemporary art festival, Prague (CZ)
- 2009: Kunstmuseum St. Gallen, St. Gallen (CH)
- 2008: ZKM Karlsruhe, Vertrautes Terrain, Karlsruhe (D)
- 2008: Kunsthaus Zürich, Shifting Identities – (Swiss) art now, Zürich (CH)
- 2008: 1. Bodensee-Triennale, Nothing to declare, Friedrichshafen (D)
- 2008: Palais Liechtenstein, Nah am Berg, Feldkirch (A)
- 2007: Kunsthaus Zürich, Videolounge, Zürich (CH)
- 2007: Deutsches Hygiene-Museum, Six Feet Under, Dresden (D)
- 2007: Galerie Stampa, Videokunst, Basel (CH)
- 2007: Espace Michel Journiac – Centre Saint Charles Paris,  (Im)-Postures, Paris (F)
- 2006: 1. Singapore Biennale, Belief, Singapur (SG)
- 2006: Kunstmuseum Bern, Six Feet Under, Bern (CH)
- 2006: Kunsthaus CentrePasquArt, Branding, Biel Bienne (CH)
- 2006: Kunsthalle Dominikanerkirche, European Media Art Festival, Osnabrück (D)
- 2005: Sharjah Biennial 7, Belonging, Sharjah (UAE)
- 2005: Kunsthaus CentrePasquArt, Helden Heute – heros a jamais, Biel Bienne (CH)*
- 2005: Kunsthalle Zürich, Bekanntmachungen, Zürich (CH)
- 2005: Migrationsmuseum Schweiz, Toni-Areal, Baustelle Schweiz, Zürich (CH)*
- 2004: Centre d’Art Contemporain, Ethnic Marketing, Genf (CH)
- 2004: Forum der Schweizer Geschichte, Tell bitte melden, Schwyz (CH)
- 2004: CAC Contemporary Art Center Vilnius, Swiss Art Videolobby, Litauen (LT)*
- 2004: João Ferreira Gallery, Children of Paradise, Cape Town (SA)
- 2003: Kasseler Kunstverein, Fridericianum, Solo Mortale, Kassel (D)
- 2003: Kontainer Gallery, the Agreement, Los Angeles (USA)
- 2003: MAK Center, Garage Project, Plugged and Haunted, Los Angeles (USA)
- 2003: Kunstmuseum des Kt. Thurgau, Kartause Ittingen, Boxenstopp, Warth (CH)
- 2002: BIG Torino, 2. International Biennial of Young Art, Big Social Game, Turin (I)
- 2002: EXPO.02, Arteplage Biel, Geld und Wert – das letzte Tabu, Biel (CH)
- 2002: CCA Center of Contemporary Art, Matrix of Collaboration, Kiew (UA)
- 2001: 49. Biennale di Venezia, lateau of Humankind, Venedig (I)
- 2001: Migros Museum für Gegenwartskunst, M Family, Zürich (CH)
- 2001: Galerie Barbara Thumm, Firemousegod, Berlin (D)
- 2001: Galerie Bob van Orsouw, Zurich – Urban Diary, Zürich (CH)

## Sammlungen
- Sammlung Kunsthaus Zürich
- Sammlung Schweizerisches Landesmuseum
- Sammlung Hauser & Wirth
- Sammlung Kunstmuseum St. Gallen
- Sammlung Kunstmuseum Thurgau
- Sammlung Kanton Zürich
- Sammlung Kanton St. Gallen
- Sammlung Zurich Versicherung
- Etoy Art Collection